# Близнова Ірина Валеріївна
Ірина Валеріївна Близнова  (рос. Ирина Валерьевна Близнова, 6 жовтня 1986) — російська гандболістка, олімпійська медалістка.

## Виступи на Олімпіадах
| Олімпіада   | Дисципліна | Місце  |
| ----------- | ---------- | ------ |
| Пекін 2008  | гандбол    | Срібло |
| Лондон 2012 | гандбол    | 8      |
| Ріо 2016    | гандбол    | Золото |